# Еліс Крісті
Еліс Крісті (англ. Elise Christie; нар. 13 серпня 1990 року) — британська шорт-трекістка, призерка чемпіонату світу, учасниця двох Олімпіад.

## Кар'єра
Першою великою удачею Крісті стало завоювання у 2010 році на Чемпіонаті Європи двох срібних медалей на дистанціях 1500 і 3000 метрів і бронзи в багатоборстві. У тому ж році британка виступала на Олімпіаді у Ванкувері, але на всіх трьох дистанціях вона займала місце у другому десятку.
У 2013 році на чемпіонаті Європи Крісті виграла дві дистанції (1000 і 1500 метрів). У тому ж сезоні на світовій першості Еліза завоювала бронзу на кілометровій дистанції.
На передолімпійському чемпіонаті Європи британка захистила свій титул на кілометровій дистанції, а в загальному заліку багатоборства стала другою.
У Сочі Еліс найвдаліше виступила на півкілометровій дистанції. На ній вона вийшла в фінал, але вже в першому повороті спровокувала масове падіння, в результаті чого була дискваліфікована і переведена на восьме підсумкове місце. На двох інших дистанціях британка також була дискваліфікована за різні порушення правил.

## Особисте життя
Еліс Крісті була визнана спортсменкою року в Ноттінгемі у 2013 та 2015 роках (у 2014 році їй віддали друге місце). У 2017 році вона була визнана спортсменкою року Sunday Times, як визнання її успіху на чемпіонаті світу 2017 року.
У період між жовтнем 2015 року та зимовими Олімпійськими іграми 2018 року вона була у стосунках з угорським шорт-трековиком Лю Шандор Шаолінь.
Крісті обговорила через публікацію в соціальних мережах у 2019 році, висвітлюючи усвідомлення психічного здоров'я, що вона страждала депресією та тривогою протягом двох років, включаючи самопошкодження.